# Pro League 2025-26
La Primera División de Bélgica 2025-26 (también conocida como Jupiler Pro League por razones de patrocinio) es la 123.ª edición de la máxima competición profesional de fútbol en Bélgica. El torneo comenzó el 25 de julio de 2025 y finalizará en 2026.
Un total de 16 equipos participan en la competición, incluyendo 13 equipos de la temporada anterior, 2 provenientes de la Segunda División de Bélgica 2024-25 y ganador del playoff.

## Sistema de competición
La competición consta de un grupo único integrado por dieciséis clubes de toda la geografía belga. Siguiendo un sistema de liga, los dieciséis equipos se enfrentan todos contra todos en dos ocasiones, una en campo propio y otra en campo contrario, sumando un total de 30 jornadas. El orden de los encuentros se decide por sorteo antes de empezar la competición y la clasificación final se establece teniendo en cuenta los puntos obtenidos en cada enfrentamiento, a razón de tres por partido ganado, uno por empate y ninguno en caso de derrota.

### Clasificación para competiciones europeas
Los dos mejores equipos se clasificarán para la Liga de Campeones de la UEFA 2026-27. El campeón de la Copa de Bélgica 2025-26 y el siguiente mejor equipo ubicado no clasificados a la Liga de Campeones de la UEFA 2026-27 clasificarán a la Liga Europa de la UEFA 2026-27. El siguiente mejor equipo ubicado y no clasificado a la Liga de Campeones de la UEFA 2026-27 y a la Liga Europa de la UEFA 2026-27 clasificará a la Liga Conferencia de la UEFA 2026-27 y los últimos dos descenderán a la Segunda División de Bélgica 2026-27.
No obstante, esta distribución se puede ver alterada si alguno de los equipos que han obtenido una plaza en alguna competición europea a través de las competiciones nacionales hubiera obtenido una plaza diferente tras la consecución de algún título europeo en la misma temporada, o hubiera obtenido dos plazas distintas en competiciones nacionales (una a través de la Liga y otra a través de la Copa), provocando así las siguientes dos excepciones:
- Excepción de la Copa de Bélgica: Si un equipo obtiene una plaza para la Liga Europa de la UEFA por ganar la Copa de Bélgica, pero finaliza la temporada entre los dos primeros clasificados de la Jupiler Pro League, la plaza obtenida en Copa pasa al tercer clasificado, siendo el equipo clasificado en quinto lugar quien acceda a la plaza de la Liga Conferencia de la UEFA.

## Relevos
| Pos. | Descendidos a Segunda División de Bélgica |
| ---- | ----------------------------------------- |
| 15.º | Kortrijk                                  |
| 16.º | Beerschot                                 |

| Pos. | Ascendidos de Segunda División de Bélgica |
| ---- | ----------------------------------------- |
| 1.º  | Zulte Waregem                             |
| 2.º  | RAAL La Louvière                          |

## Información
| Equipo               | Ciudad       | Entrenador          | Estadio                   | Capacidad |
| -------------------- | ------------ | ------------------- | ------------------------- | --------- |
| Anderlecht           | Anderlecht   | Besnik Hasi         | Lotto Park                | 22 500    |
| Antwerp              | Amberes      | [[]]                | Bosuilstadion             | 16 144    |
| Brujas               | Brujas       | Nicky Hayen         | Jan Breydel               | 29 062    |
| Charleroi            | Charleroi    | Rik De Mil          | Charleroi                 | 15 000    |
| Dender               | Denderleeuw  | Vincent Euvrard     | Dender Football Complex   | 6 429     |
| Genk                 | Genk         | Thorsten Fink       | Cegeka Arena              | 23 718    |
| Gent                 | Gante        | [[]]                | Arteveldestadion          | 20 175    |
| Leuven               | Lovaina      | Chris Coleman       | King Power at Den Dreef   | 10 020    |
| Mechelen             | Malinas      | [[]]                | Stadion Achter de Kazerne | 16 672    |
| RAAL La Louvière     | La Louvière  | Frédéric Taquin     | Stade du Tivoli           | 12 500    |
| Sint-Truidense       | Sint-Truiden | Wouter Vrancken     | Stayen                    | 14 600    |
| Standard Liège       | Lieja        | Ivan Leko           | Maurice Dufrasne          | 27 670    |
| Union Saint-Gilloise | Saint-Gilles | Sébastien Pocognoli | Stade Joseph Marien       | 9 400     |
| Westerlo             | Westerlo     | Timmy Simons        | Het Kuipje                | 8 035     |
| Zulte Waregem        | Waregem      | Sven Vandenbroeck   | Regenboogstadion          | 12 250    |

## Localización
| Región             | N.º | Equipos                                  |
| ------------------ | --- | ---------------------------------------- |
| Amberes            | 3   | Antwerp, Mechelen y Westerlo             |
| Flandes Occidental | 3   | Brujas Círculo de Brujas y Zulte Waregem |
| Bruselas           | 2   | Anderlecht y Union Saint-Gilloise        |
| Flandes Oriental   | 2   | Dender y Gent                            |
| Henao              | 2   | Charleroi y RAAL La Louvière             |
| Limburgo           | 2   | Genk y Sint-Truidense                    |
| Brabante Flamenco  | 1   | Leuven                                   |
| Lieja              | 1   | Standard Liège                           |

## Temporada regular

### Clasificación
| Pos. | Equipo               | Pts. | PJ | G | E | P | GF | GC | Dif. | Clasificación 2025-26 |
| ---- | -------------------- | ---- | -- | - | - | - | -- | -- | ---- | --------------------- |
| 1    | Union Saint-Gilloise | 10   | 4  | 3 | 1 | 0 | 12 | 3  | +9   | Grupo Campeonato      |
| 2    | Sint-Truidense       | 10   | 4  | 3 | 1 | 0 | 8  | 3  | +5   | Grupo Campeonato      |
| 3    | Anderlecht           | 9    | 4  | 3 | 0 | 1 | 11 | 5  | +6   | Grupo Campeonato      |
| 4    | Brujas               | 9    | 4  | 3 | 0 | 1 | 6  | 2  | +4   | Grupo Campeonato      |
| 5    | Mechelen             | 8    | 4  | 2 | 2 | 0 | 5  | 3  | +2   | Grupo Campeonato      |
| 6    | Standard Liège       | 7    | 4  | 2 | 1 | 1 | 5  | 5  | 0    | Grupo Campeonato      |
| 7    | Antwerp              | 6    | 4  | 1 | 3 | 0 | 6  | 4  | +2   | Grupo Europa          |
| 8    | Genk                 | 4    | 4  | 1 | 1 | 2 | 5  | 6  | −1   | Grupo Europa          |
| 9    | Círculo de Brujas    | 4    | 4  | 1 | 1 | 2 | 4  | 5  | −1   | Grupo Europa          |
| 10   | Zulte Waregem        | 4    | 4  | 1 | 1 | 2 | 5  | 7  | −2   | Grupo Europa          |
| 11   | Gent                 | 4    | 4  | 1 | 1 | 2 | 5  | 7  | −2   | Grupo Europa          |
| 12   | RAAL La Louvière     | 3    | 4  | 1 | 0 | 3 | 2  | 5  | −3   | Grupo Europa          |
| 13   | Westerlo             | 3    | 4  | 1 | 0 | 3 | 6  | 11 | −5   | Grupo Descenso        |
| 14   | Charleroi            | 3    | 4  | 0 | 3 | 1 | 4  | 5  | −1   | Grupo Descenso        |
| 15   | Dender               | 2    | 4  | 0 | 2 | 2 | 1  | 5  | −4   | Grupo Descenso        |
| 16   | Leuven               | 1    | 4  | 0 | 1 | 3 | 4  | 11 | −7   | Grupo Descenso        |

Actualizado a los partidos jugados el 17 de agosto de 2025.
 Fuente: Jupiler Pro League

### Resultados
| Local \ Visitante    | AND | ANT | CER | CHA | CLU | DEN | GNK | GNT | MEC | OHL | RAA | STA | STR | USG | WES | ZUL |
| -------------------- | --- | --- | --- | --- | --- | --- | --- | --- | --- | --- | --- | --- | --- | --- | --- | --- |
| Anderlecht           | —   |     |     |     | a   |     |     |     |     |     |     | a   |     |     | 5–2 | 2–3 |
| Antwerp              |     | —   |     |     |     |     |     |     |     | 3–1 |     |     |     | 1–1 |     |     |
| Círculo de Brujas    | 0–2 |     | —   |     | a   |     |     |     |     |     |     |     |     |     | 4–1 |     |
| Charleroi            |     | 1–1 |     | —   |     |     |     |     |     |     |     |     | 1–1 |     |     |     |
| Brujas               | a   |     | 2–0 |     | —   |     | 2–1 |     |     |     |     |     |     |     |     |     |
| Dender               | 0–2 |     | 0–0 |     |     | —   |     |     |     |     |     |     |     |     |     |     |
| Genk                 |     | 1–1 |     |     |     |     | —   |     |     |     |     |     |     |     |     |     |
| Gent                 |     |     |     |     |     |     |     | —   |     |     | 1–0 |     |     | 2–3 |     |     |
| Mechelen             |     |     |     |     | 2–1 |     | 1–1 |     | —   |     |     |     |     |     |     |     |
| Leuven               |     |     |     | 2–2 |     |     | 1–2 |     |     | —   |     |     |     |     |     |     |
| RAAL La Louvière     |     |     |     | 1–0 |     |     |     |     |     |     | —   | 0–2 |     |     |     |     |
| Standard Liège       | a   |     |     |     |     | 1–1 | 2–1 |     |     |     |     | —   |     |     |     |     |
| Sint-Truidense       |     |     |     |     |     | 2–0 |     | 3–1 |     |     | 2–1 |     | —   |     |     |     |
| Union Saint-Gilloise |     |     |     |     |     |     |     |     |     | 5–0 |     | 3–0 |     | —   |     |     |
| Westerlo             |     |     |     |     |     |     |     |     | 0–1 |     |     |     |     |     | —   | 3–1 |
| Zulte Waregem        |     |     |     |     | 0–1 |     |     |     | 1–1 |     |     |     |     |     |     | —   |